# 雅典那哥拉
雅典的雅典那哥拉（Αθηναγόρας ο Αθηναίος, ，约130年 - 190年），二世纪后半叶的基督教护教者。世人对他了解不多，只知道他是雅典人（虽然其原籍可能不在雅典），哲学家，相信基督教。有证据表明他在皈依基督教之前是柏拉图主义者，但也并不确定。
虽然他的作品广为流传，具有影响，但令人奇怪的是，其他基督教护教者，特别是優西比烏的庞大著作中都没有提到他。这可能是因为他的论作匿名地传抄，有时被认为是其他护教者的所作，抑或今日已经失传。在早期基督教的著述中，只有两处提到他：圣梅多巨（Methodius of Olympus，卒于312年）的残片对其护教文的几处引用，以及 锡德的腓力（Philip of Side，历史学家，约425年）所编撰的《基督教历史》Christian History 一书的残片中几处关于他生平的不可靠的细节。锡德的腓力记述雅典那哥拉在亞歷山太主持过一个教理学校，这恐怕是不正确的；他认为雅典那哥拉在归信基督教以前，为了辩论而熟悉圣经。

## 著作
他的作品展现了他的博学和文化，他作为哲学家和修辞家的能力，他对当时知识分子特点的洞察，以及他在面对其他宗教有力反对时所采取的高超手法。后世有论者认为他的作品对其读者所产生的影响远甚于那些与他同时代的作者，尽管他们更为今人所知，更善于争辩，更有宗教上的理据。
他的作品可能有很多，但保留下来的只有两部：其一是他的《辩护文》（Apology），即 Presbeia peri Christianon（意为“基督徒的使团”，英译 Embassy for the Christians），以及一篇关于死而复活的论文 Treatise on the Resurrection。
《辩护文》的写作时间可以确定在176年至177年之间。并非如 Presbeia（拉丁文：Legatio，英译Embassy）这个标题所暗示的，这部作品并不是对基督教的一个口头上的辩护；而是一个哲学家以哲学为根据，是为了基督徒的公道而写作的一篇书面请愿，上书羅馬皇帝馬爾庫斯·奧勒里烏斯和他的儿子康茂德。他不仅尊称他们为征服者，也称他们也是哲学家。首先，他抗议基督徒所受到的歧视和诽谤，而后回答了关于无神论的指控（这是当时基督教徒受到的主要指控，因为基督教徒不相信罗马诸神）。他确定一神论的原则，引证异教诗人和哲学家的观点来支持基督教被谴责的教义，并且他主张基督教对上帝的信仰超越了异教。在他对上帝独一性的有力证明中，还包括了对三位一体教义的阐述。接着，他为基督教不参加异教神祇的祭祀而辩护，他认为这样的祭祀是荒谬而下流的，他大段引用异教诗人和哲学家以证明他的观点。最后，对于针对基督教徒道德的控诉，他指出基督教信徒纯洁的理想，平等的思想，以及婚姻的神圣。他以基督教对堕胎的憎恨反驳了基督教徒食人的指责。
《论身体复活》（Resurrection of the Body）一文是基督教著作中第一部完整详尽解说这一教理的作品，写作于《辩护文》之后，可能是其附录。在提出反对意见后，他从造物主的权能和人类身体的本性两方面证明复活的可能性。造物主使用这一能力不仅值得，对其他受造之物也不是不公平的。另一方面，他指出人的本性和目的需要肉体和灵魂的不灭。